# Savezno vijeće Austrije
Savezno vijeće (njem. Bundesrat) je gornji dom Austrijskog parlamenta kojeg čine predstavnici devet pokrajinskih (njem. Länder) skupština. Po svojoj prirodi, Savezno vijeće je gornji dom regionalnog predstavništva.

## Sastav
Članove Saveznog vijeća i njihove zamjenike biraju pokrajinske skupštine na temelju proporcionalnog predstavljanja. Savezno vijeće trenutno ima 62 člana, no taj broj nije stalan, jer predsjednik države nakon svakog popisa stanovništva određuje broj zastupnika po pokrajinama na temelju popisa. Pokrajina s najvećim brojem stanovnika ima 12 zastupnika, a najmanji mogući broj zastupnika za ostale pokrajine je tri.
Stranka koja je druga po zastupljenosti u pokrajinskoj skupštini, mora dobiti najmanje jedno mjesto u Saveznom vijeću. Ako dvije ili više stranaka ima isti broj zastupnika, tada stranka koja je na posljednjim pokrajinskim izborima bila druga po zastupljenosti mora dobiti najmanje jedno mjesto u Saveznom vijeću.
Članovi Saveznog vijeća ne moraju pripadati pokrajinskoj skupštini koja ih delegira, no moraju imati pasivno biračko pravo. Njihov mandat traje onoliko koliko i mandat pokrajinskih skupština, pet do šest godina. Oni imaju "slobodni mandat" i njihova pokrajinska skupština ih ne može opozvati prije isteka njihovog mandata.
Zamjenik člana postaje članom Saveznog vijeća ako mjesto člana ostane upražnjeno u slučaju ostavke, smrti ili iz nekog drugog razloga.

## Nadležnosti
Savezno vijeće ima pravo predlaganja zakona Donjem domu, međutim, u praksi, takvi prijedlozi su rijetki. Općenito, Savezno vijeće nema velike ovlasti u zakonodavnoj proceduri. Ono može odgoditi proglašenje zakona za nekoliko tjedana. Međutim, ne može spriječiti usvajanje zakona na državnoj razini, osim nekoliko izuzetaka, i nema pravo na podnošenje amandmana.
Svaki zakon koji se usvoji u Donjem domu bez odlaganja se dostavlja Saveznom vijeću koje može u roku od osam tjedana od dana prijeme dostaviti pismeni prigovor. Ako Donji dom, nakon prigovora, uz nazočnost najmanje polovice članova glasovanjem ponovi prvobitnu odluku, zakon se potvrđuje i objavljuje. Ako pak, Savezno vijeće odluči ne uložiti prigovor, zakon se potvrđuje i objavljuje.
Savezno vijeće nema pravo sudjelovati u stvarima koje se odnose na proračun i financijska pitanja, kao što su Zakon o financijama ili raspolaganje državnom imovinom.
Za usvajanje ustavnih zakona (ili ustavnih odredbi u zakonima) koji ograničavaju zakonodavnu ili izvršnu nadležnost pokrajine potrebno je odobrenje Saveznog vijeća, i to uz nazočnost najmanje polovice članova i uz dvotrećinsku većinu glasova. Isto se odnosi i na ustavne amandmane koji se tiču Saveznog vijeća.

## Kontrola nadležnosti
Savezno vijeće i Donji dom Austrijskog parlamenta nadležni su nadzirati rad Vlade, postavljati pitanja njezinim članovima u svezi sa svim stvarima iz njihove nadležnosti, tražiti bilo koju informaciju i izražavati svoje želje u svezi s izvršnom vlašću u obliku rezolucije. Članovi Saveznog vijeća mogu pisano postavljati pitanja članovima Vlade koji su dužni odgovoriti u roku od dva mjeseca usmeno ili u pisanom obliku, osim u slučaju kada postoji opravdani razlog da ne odgovore. Pod određenim okolnostima Savezno vijeće može održati kratku raspravu vezanu za dostavljeni odgovor.
Savezno vijeće, kao i Donji dom, i njegova povjerenstva mogu zahtijevati da sjednicama nazoče članovi Vlade i mogu od njih tražiti provedbu određenih istraga.
Domovi također imaju pravo kontrolirati Vladu u svezi s kompanijama u kojima država ima najmanje 50% udjela, ili osnivački ili dionički kapital, i koje su predmet kontrole Revizijskog suda.

## Europska pitanja
U vrijeme pristupanja Austrije Europskoj uniji, Parlament i pokrajine su dobili pravo primati informacije i sudjelovati u europskim pitanjima. No, ovlasti Saveznog vijeća u tom vidu su ograničene, što je u skladu s njegovim nadležnostima u vezi s ustavnim zakonom u domaćem pravu.
Državna Vlada mora obavijestiti Savezno vijeće o dospjelim prijedlozima za imenovanje članova Europske komisije, Europskog suda, Prvostupanjskog suda, Revizijskog suda, Odbora direktora Europske investicijske banke, Gospodarskog i socijalnog vijeća i Odbora regija.
Vlada mora odmah obavijestiti Savezno vijeće i Donji dom o prijedlozima europskih zakona i pozvati ih da daju svoje mišljenje. Kada se predloženi europski zakon mora provesti državnim zakonom koji zahtijeva odobrenje Saveznog vijeća, mišljenje Saveznog vijeća je obvezujuće za Vladu koja sudjeluje u pregovorima i glasovanju u Europskoj uniji. Od tog mišljenja Vlada može odstupiti isključivo u slučaju posebnih razloga iz oblasti europske i vanjske politike.